# Borucin (województwo zachodniopomorskie)
Borucin – wieś w północno-zachodniej Polsce, położona w województwie zachodniopomorskim, w powiecie kamieńskim, w gminie Kamień Pomorski, nad rzeką Niemicą.
W latach 1946–1998 miejscowość administracyjnie należała do województwa szczecińskiego.